# All-American Girl
«All-American Girl» -en español «Típica Chica Americana»- es el segundo sencillo de la cantante de country estadounidense Carrie Underwood, perteneciente a su segundo álbum de estudio Carnival Ride, fue lanzado el 17 de diciembre de 2007 como descarga digital

## Información general
"All-American Girl" es el segundo sencillo en el que Underwood tiene crédito por escribir la canción, siendo "So Small" el primero. Es una canción mid-tempo con un coro volador. Underwood dijo en una entrevista a Entertainment Weekly que la nota alta en el puente de la canción es la nota más alta que ella ha alcanzado en toda su vida.
La canción sigue a una "hermosa, encantadora, perfecta chica americana". El primer verso de la historia cuenta la historia de un padre que esperaba un varón para continuar su legado, pero "cuando la enfermera llega con una manta rosada, todos esos grandes sueños cambiaron" ("When the nurse came in with a little pink blanket, all those big dreams changed"). La pequeña niña ahora tiene "encantado al padre, ella es el centro de todo su mundo" ("Now he's wrapped around her finger she's the center of his hole world"), y su corazón le pertenece a esa "típica chica americana" ("All-American Girl"). El segundo verso de la canción se adelanta 16 años adelante cuando la chica está enamorada de la estrella de fútbol, y justo como pasó con su padre, ella se convierte en el centro del mundo del jugador de fútbol. El puente cuenta lo que pasa cuando se casan y esperan un bebé ("and when they got married and decided to have one on their own"). Y cuando ella le pregunta al chico qué quiere que sea su bebé, él le contesta diciendo "alguien justo como tú": una "hermosa, encantadora, perfecta chica americana". Underwood dijo que la canción es en parte autobiográfica.

## Video musical
El video musical, estrenado el 23 de enero de 2008, fue dirigido por Roman White.
El video muestra diferentes escenas de Underwood interpretando a diferentes personas, como una nadadora olímpica, una artista, una enfermera, una fotógrafa, una vaquera, una mesera, una bailarina, una chef, una porrista, una veterinaria, una reina de belleza, una madre, una jugadora de fútbol, una oficial de policía, una profesora, una estudiante de universidad, una graduada, una esposa, una azafata, una presentadora, una astronauta, una bombero, una soldado, una sargento y la Presidente de los Estados Unidos.
En una escena, Underwood hace referencia a su video Before He Cheats usando la misma chaqueta de cuero, un bate y con el auto destruido de su novio como fondo

## Posicionamiento en las listas
La canción alcanzó el número 27 en el Hot 100, convirtiéndose en el séptimo sencillo de Underwood en estar entre los 40 primeros. "All-American girl debutó en el número 58 de las listas de country. Posteriormente llegó al puesto número uno en Hot Country Songs, donde permaneció por dos semanas en la cima, convirtiéndose en el cuarto número uno consecutivo en esa lista, el quinto en general, su sexto sencillo country en el número uno, y su séptimo sencillo en general en el número uno. Es su primer sencillo número uno que pasa menos de tres semanas en la cima de la lista. Pasó cinco semanas en el número uno de las canciones country de Canadá, probando que fue un gran éxito allá.
Hasta ahora, el sencillo vendió más de 1,548,000 copias en los Estados Unidos
| Listas (2007–2008)                 | Posiciones |
| ---------------------------------- | ---------- |
| Canadá (Canadian Hot 100)          | 45         |
| Estados Unidos (Billboard Hot 100) | 27         |
| Estados Unidos (Hot Country Songs) | 1          |

### Listas de fin de año
| Listas (2008)                | Posición |
| ---------------------------- | -------- |
| US Country Songs (Billboard) | 24       |